# Scopula transsecta
Scopula transsecta là một loài bướm đêm trong họ Geometridae.